# Рут (ім'я)
Рут (укр. ['rut], англ. Ruth ['ruːθ], іврит רות‎ [ʁut]) ― жіноче особисте ім'я, що пішло від Рут, однойменної героїні восьмої книги Старого Завіту.

## Історія
У давньоєвреїв регулярно використовується ім'я біблійної фігури Рут, що як правило, ототожнюється з єврейським רְעוּת (re'ut): "супутник, компаньйон", що означає відповідність характеру Біблійної Рути, яка, не дивлячись на вдівство, вирішує залишитися з її свекруха Наомі (до якої Рут говорить знаковою цитатою: "Куди ти підеш, туди я піду").
Вперше Рут зустрічається як ім’я в Європі, під час Реформації, до якої поява біблійних імен (якщо їх не носять святі) було незвичним.
Хоча пуритани, як правило, виступали проти Біблійських імен, вони, мабуть, зробили виняток для Рут, оскільки це можна було інтерпретувати як ім'я доброчесності за допомогою порівняння з ruth, загальноприйнятим тоді іменником германського походження (що в цілому означало смуток, але яке можна було інтерпретувати як співчуття). Тому Рут була привезена паломниками до англійськомовної Північної Америки, де загалом ім'я було більш популярним, ніж на Британських островах, хоча ім'я Рут було помітно популярнішим в Ірландії, ніж у Великій Британії.

## Популярність
Посівши 46-е місце в списку найпопулярніших імен для новонароджених дівчаток Америки за 1890 рік, ім'я Ruth продемонструвало різке зростання популярності у відповідному списку за 1891 рік, зайнявши 19. місце, тоді як в підрахунках за 1892 і 1893 роки популярність імені зайняла відповідно 5. і 3. місця. Поштовхом до зростання популярності Ruth послужило народження 3 жовтня 1891 Рут Клівленд, дочки (тоді колишнього) президента США Гровера Клівленда і його дружини Френсіс Клівленд, яка сама стала знаменитістю завдяки своєму шлюбу 2. червня 1886 року – вона залишається наймолодшою першою леді та єдиною, хто одружився в Білому домі. Після чого вона виявилася дуже популярною першою леді. Хоча Гровер Клівленд програв президентські вибори 1888 року, Бенджамін Гаррісон – переможець виявився дуже непопулярним, і до 1891 року американська громадськість в переважній більшості розглядала повернення Гровера Клівленда на президентський пост - і, отже, повернення Френсіс як перша леді – як неминуче (Гровер Клівленд дійсно був переобраний президентом в результаті впевненої перемоги в 1892 році).Таким чином, народження першої дитини Клівлендів, Рут, зайняло перше місце в новинах на першій смузі, а в пресі регулярно згадувалося про "малятку Рут" протягом усього періоду дитинства Рут Клівленд.
Ruth займало першу десятку в щорічному рейтингу найпопулярніших імен для новонароджених дівчаток в Америці до 1930 року, залишаючись в топу з 20 до 1937 року і в топу з 50 до 1950 року. Як правило, для традиційних односкладових імен дівчаток популярність імені Рут для американських новонароджених знизилася з середини 20. століття, коли ім'я в останній раз входило в тозі зі ста, 1961 року, займаючи тоді 96. місце. У списку найпопулярніших імен для новонароджених американських дівчаток за 2014 рік ім'я Рут займає 314. місце